# 佳能PowerShot A70
佳能 PowerShot A70是一款佳能相机，于2003年3月推出。原本市场定位为取代之前的A30、A40。
这款相机借鉴了PowerShot G系列的一些成功经验并加以应用，如加入光圈优先、快门优先、全手动等拍摄模式，在爱好者中得到了“手动王”的美誉。相对低廉的价格（中国大陆时价约三千人民币）及其所提供的可以媲美高端机型品质的画面，赢得了消费者的青睐，成为佳能占据市场的主力机型。
市场地位被其后一年的PowerShot A75所取代，A75也继承了“手动王”的称号。但因为A75相对A70改动较小，有时把这两款相机一同看待。
该机型有着此系列的E18错误问题。
后来由于CCD问题，佳能在全球范围进行召回并且提供免费更换服务。

## 主要参数
- 三百万有效象素
- 3倍光学变焦
- 1/2.7 英寸 CCD
- 1.5寸TFT液晶屏，分辨率11.8万象素。
- 5点智能对焦
- 有声短片记录（MJPEG编码与raw音频）
- 使用CF卡作为存储介质
- 使用DIGIC数字处理芯片
- 使用4节AA电池

## 常见故障
- CCD，紫斑

佳能所使用的索尼产CCD在高温多湿的环境下使用可能导致所拍照片有紫斑，甚至令相機無法拍攝。佳能对此进行了全球范围的召回，并进行免费维修。
- E18错误

当用户的相机镜头伸出或退回受到阻挡，比较可能的情况就是相机被放置在拥挤狭小的环境中，无意地碰到了开机键，相机产生E18错误。不同于CCD问题，佳能拒绝对发生此问题的相机进行免费维修。高额的维修费用和较高的故障率备受用户诟病。